# Liste der Biografien/Gos
Liste der Biografien |
Portal Biografien |
Personensuche
# |
A |
B |
C |
D |
E |
F |
G |
H |
I |
J |
K |
L |
M |
N |
O |
P |
Q |
R |
S |
T |
U |
V |
W |
X |
Y |
Z |
?
 
Ga |
Gb |
Gc |
Gd |
Ge |
Gf |
Gh |
Gi |
Gj |
Gk |
Gl |
Gm |
Gn |
Go |
Gp |
Gq |
Gr |
Gs |
Gu |
Gv |
Gw |
Gy |
Gz
 
Goa |
Gob |
Goc |
God |
Goe |
Gof |
Gog |
Goh |
Goi |
Goj |
Gok |
Gol |
Gom |
Gon |
Goo |
Gop |
Gor |
Gos |
Got |
Gou |
Gov |
Gow |
Goy |
Goz
Die Liste der Biografien führt alle Personen auf, die in der deutschsprachigen Wikipedia einen Artikel haben. Dieses ist eine Teilliste mit 401 Einträgen von Personen, deren Namen mit den Buchstaben „Gos“ beginnt.

## Gos
- Gos (* 1937), belgischer Comiczeichner und -autor
- Gos, Albert (1852–1942), Schweizer Musiker, Komponist, Maler und Autor
- Gös, Julius (1830–1897), deutscher Kommunalpolitiker, Oberbürgermeister von Tübingen
- Gös, Julius (1869–1959), württembergischer Oberamtmann und Landrat
- Gos, Mateusz (* 2002), polnischer Leichtathlet

### Gosa
- Gosaibi, Ghazi al- (1940–2010), saudi-arabischer Schriftsteller, Politiker und Diplomat
- Gosaibi, Sulaiman Hamad al (1930–2009), saudi-arabischer Unternehmer
- Gosálvez Tejada, Gabriel (1899–1957), bolivianischer Politiker und Diplomat
- Gosar, Isabelle (* 1995), US-amerikanische Beachhandballspielerin
- Gosar, Paul (* 1958), amerikanischer Politiker (Republikanische Partei)
- Gosau, Betty (1909–1999), deutsche Politikerin (CDU), MdHB
- Gosau, Claudius (1892–1944), deutscher Widerstandskämpfer gegen den Nationalsozialismus

### Gosb
- Gosbert, ostfränkischer Herzog im Fränkischen Reich, regierte in Würzburg und wurde einer der ersten Christen der RegionGosbert

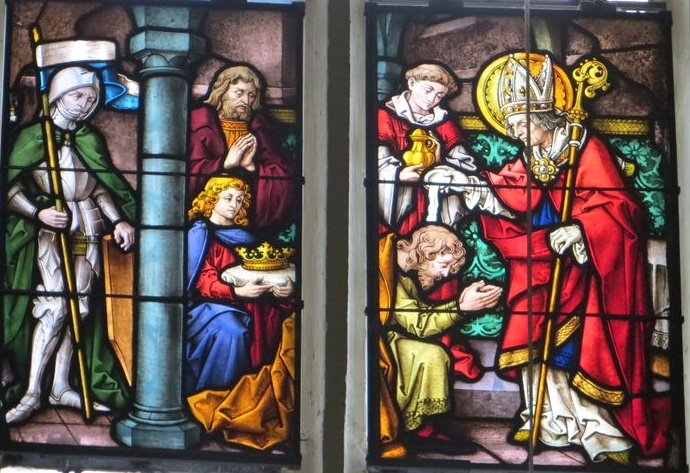
Gosbert

### Gosc
- Gosch, Dietmar, deutscher Richter am Bundesfinanzhof
- Gosch, Florian (* 1980), österreichischer Beachvolleyballspieler
- Gosch, Franz (1884–1952), österreichischer Bibliothekar und Direktor der Universitätsbibliothek Graz
- Gosch, Hubert (* 1940), deutscher Generalmajor der Bundeswehr
- Gosch, Jürgen (* 1941), deutscher Unternehmer und FischhändlerJürgen Gosch (* 1941)

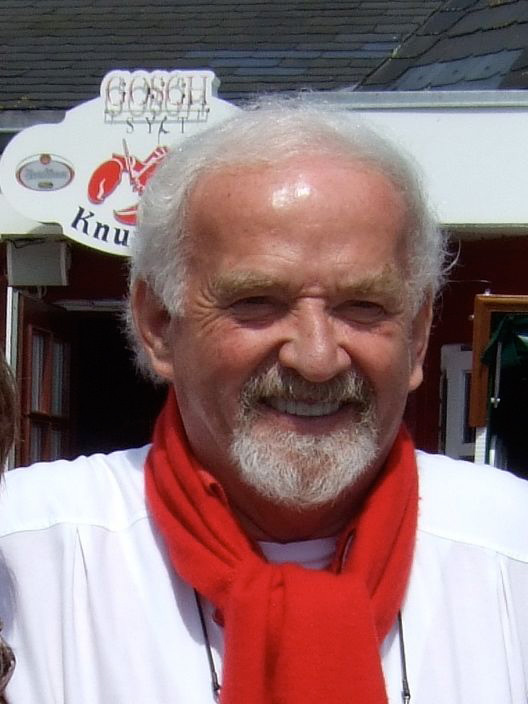
Jürgen Gosch (* 1941)

- Gosch, Jürgen (1943–2009), deutscher Theaterregisseur
- Gosch, Klaus-Dieter (* 1961), deutscher Fußballspieler
- Gosch, Klaus-Peter (* 1952), deutscher Fußballspieler
- Gösch, Sera (* 1985), österreichische Opernsängerin türkischer Abstammung
- Goscha, Christopher (* 1965), US-amerikanischer Historiker
- Goschala, Erhard (1928–2003), deutscher Keramiker
- Gosche, Agnes (1857–1928), deutsche Lehrerin
- Gosche, Richard (1824–1889), deutscher Autor und Orientalist
- Göschel, Burkhard (* 1945), deutscher Maschinenbauingenieur und Manager
- Göschel, Carl Friedrich (1784–1861), preußischer Kirchenjurist und philosophisch-theologischer Schriftsteller der Hegelschen Schule
- Göschel, Eberhard (1943–2022), deutscher Maler, Grafiker, Plastiker
- Göschel, Gerhard (* 1940), bildender Künstler
- Göschel, Helmut (* 1944), deutscher Politiker (SPD), MdL
- Göschel, Joachim (1931–2022), deutscher Sprachwissenschaftler
- Göschelbauer, Michael (1927–2000), österreichischer Politiker (ÖVP), Mitglied des Bundesrates
- Göschen, Adolf (1803–1898), deutscher lutherischer Theologe und Generalsuperintendent
- Göschen, Alexander (1813–1875), deutscher Mediziner
- Goschen, Edward (1847–1924), britischer Diplomat
- Göschen, Friedrich Johann Ludwig (1778–1837), deutscher Rechtswissenschaftler
- Göschen, Georg Joachim (1752–1828), deutscher VerlegerGeorg Joachim Göschen (1752–1828)

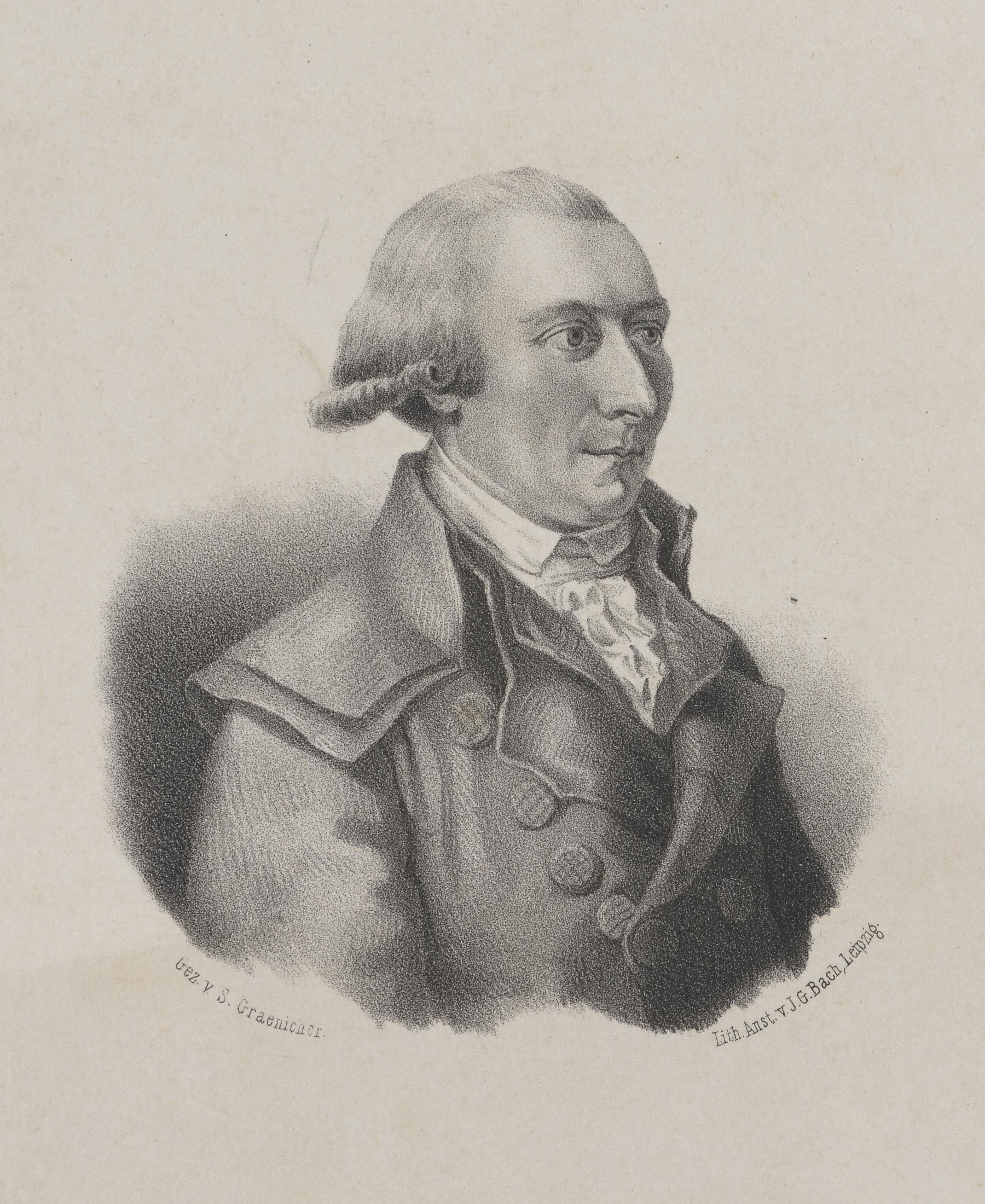
Georg Joachim Göschen (1752–1828)

- Goschen, George, 1. Viscount Goschen (1831–1907), britischer Politiker, Mitglied des House of Commons und Geschäftsmann
- Goschen, George, 2. Viscount Goschen (1866–1952), britischer Offizier und Politiker, Mitglied des House of Commons, Peer, Oberhausmitglied, Vizegouverneur und Generalgouverneur von Britisch-Indien
- Goschen, Giles, 4. Viscount Goschen (* 1965), britischer Peer und Politiker (Conservative Party)
- Göschen, Oskar (1824–1900), deutscher Heraldiker
- Göschen, Otto (1808–1865), deutscher Rechtswissenschaftler
- Göschen, Robert Richard (1840–1913), Landgerichtspräsident und Mitglied des Preußischen Abgeordnetenhauses
- Goschenhofer, Stefan (* 1974), deutscher Basketballtrainer
- Goschew, Jewgeni Nikolajewitsch (* 1997), russischer Fußballspieler
- Goschka, Peter (* 1937), deutscher Boxer
- Göschke, Gottlieb (1818–1898), deutscher Erdbeerzüchter
- Goschke, Thomas (* 1958), deutscher Psychologe, Professor für Allgemeine Psychologie und Prodekan der Fachrichtung Psychologie an der Technischen Universität Dresden
- Goschkewitsch, Iossif Antonowitsch (1814–1875), belarussisch-russischer Diplomat, Sinologe und Japanologe
- Goschkijewa, Marina (* 1982), russische Pianistin
- Göschl, Benjamin (* 2005), österreichischer Fußballspieler
- Göschl, Bettina (* 1967), deutsche Kinderbuchautorin und -liedermacherin
- Göschl, Gerfried (* 1972), österreichischer BergsteigerGerfried Göschl (* 1972)

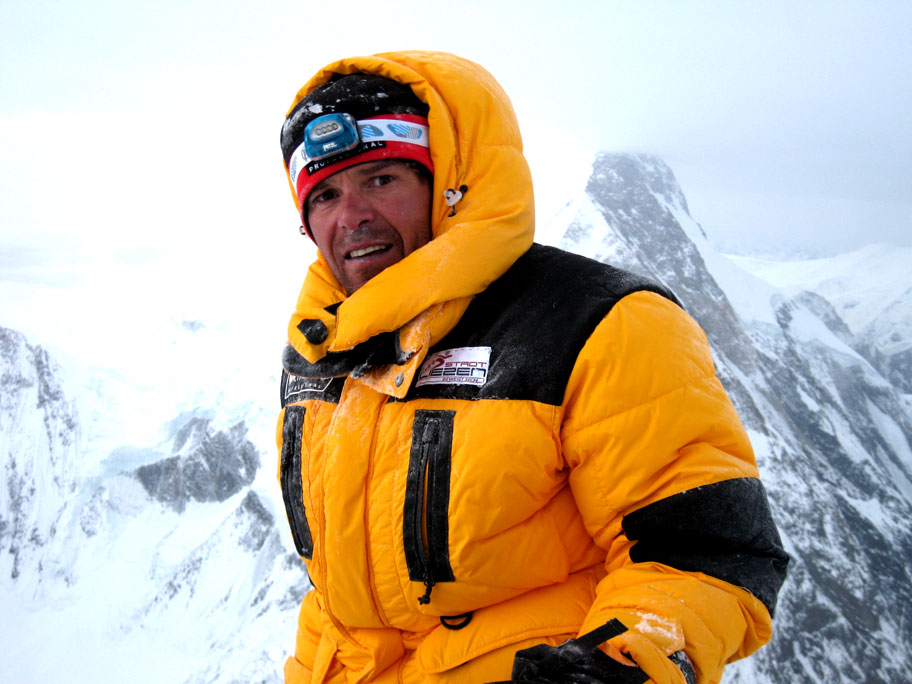
Gerfried Göschl (* 1972)

- Göschl, Heinrich (1839–1896), deutscher Bildhauer
- Göschl, Johannes Berchmans (* 1941), deutscher Theologe, Kantor und Hochschullehrer
- Göschl, Rainer (* 1940), österreichischer Bergsteiger
- Goschler, Constantin (* 1960), deutscher Historiker
- Göschler, Hermann (1915–1939), österreichischer Zeuge Jehovas
- Goschütz, Richard (1912–1992), deutscher Politiker (SED), MdV, Minister für Kohle und Energie der DDR
- Goscianiak, Norbert (* 1954), deutscher Fußballspieler
- Gosciejewicz, Eva (* 1967), deutsche Schauspielerin, Hörspiel- und Hörbuchsprecherin
- Goscinny, Anne (* 1968), französische Literaturkritikerin und Romanautorin
- Goscinny, Gilberte (1943–1994), französische Comicautorin
- Goscinny, René (1926–1977), französischer Comic-AutorRené Goscinny (1926–1977)

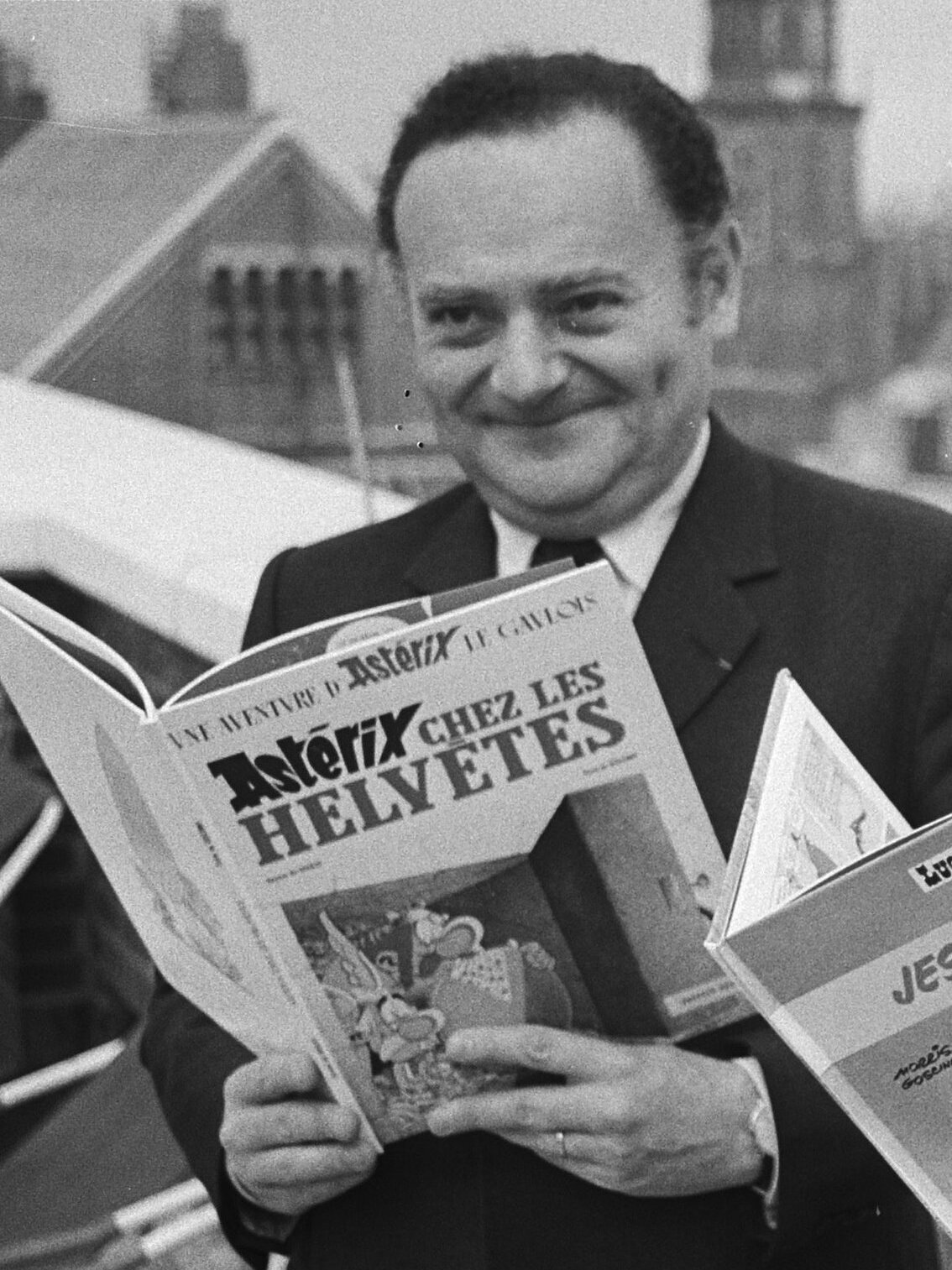
René Goscinny (1926–1977)

- Gościński, Mateusz (* 1997), polnischer Eishockeyspieler

### Gosd
- Gosdeck, Carsten (* 1979), deutscher Eishockeyspieler
- Gosden, John, Rennpferd-Trainer
- Gosdin, Vern (1934–2009), US-amerikanischer Country-Sänger
- Gosdzinski, Maik (* 1980), deutscher Gospel-Musiker, Pianist, Sänger, Komponist und freiberuflicher Popkantor

### Gose
- Gose, Christian (* 1990), deutscher Eishockeyspieler
- Göse, Frank (* 1957), deutscher Historiker
- Gose, Isabel (* 2002), deutsche Schwimmerin
- Gosebrink, Hildegard (* 1969), deutsche römisch-katholische Theologin
- Gosebruch, Ernst (1872–1953), deutscher Kunsthistoriker und Museumsleiter
- Gosebruch, Herbert (1912–1945), deutscher Opernsänger (Bariton)
- Gosebruch, Martin (1919–1992), deutscher Kunsthistoriker
- Goseda, Yoshimatsu (1855–1915), japanischer Maler
- Gosejacob-Rolf, Hille (1943–2024), deutsche Sozialpädagogin und Verbandspräsidentin
- Gosejohann, Simon (* 1976), deutscher Schauspieler, Moderator und KomikerSimon Gosejohann (* 1976)

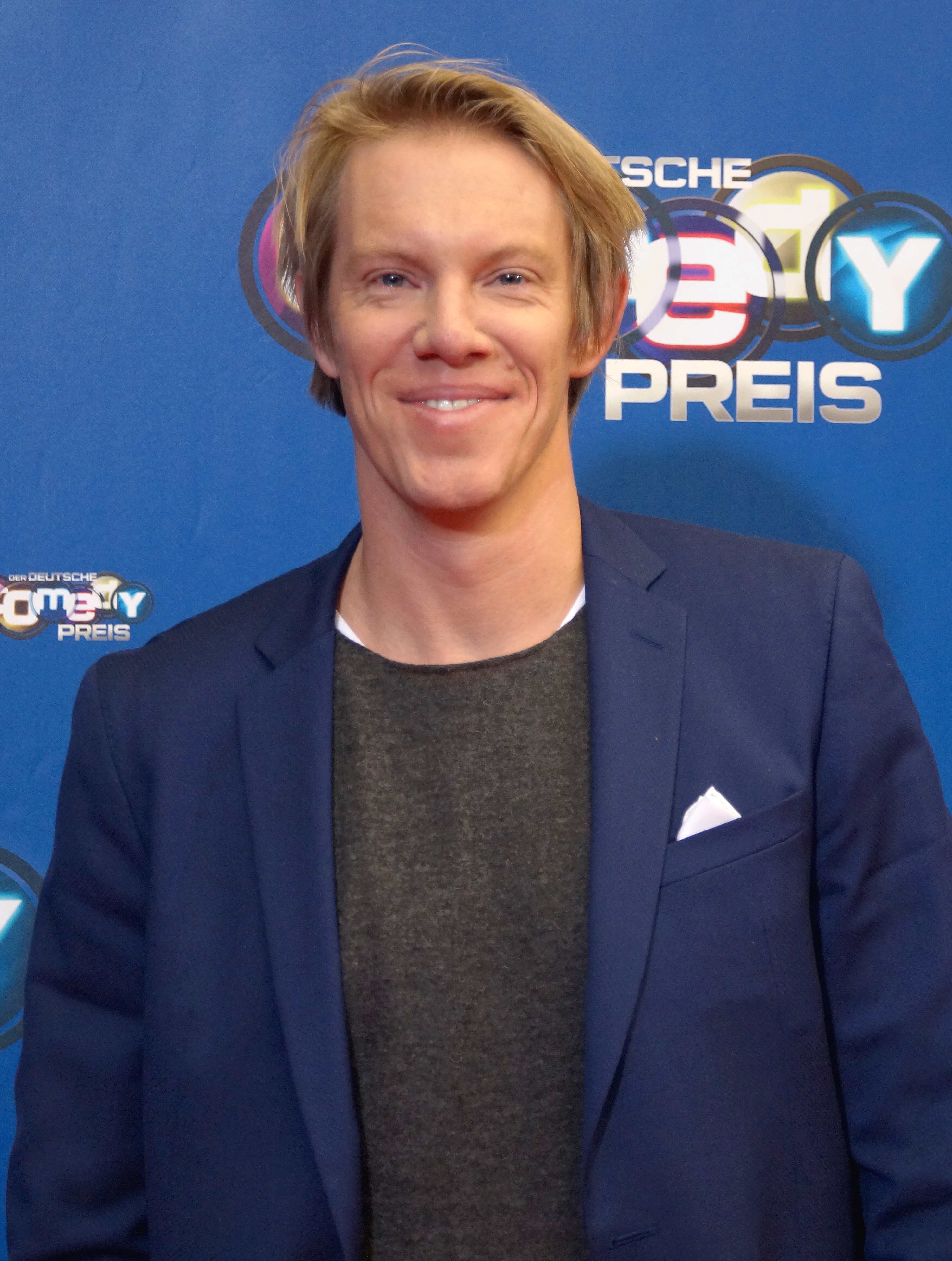
Simon Gosejohann (* 1976)

- Gosejohann, Thilo (* 1971), deutscher Regisseur und Kameramann
- Göseken, Heinrich (1612–1681), deutsch-baltischer Theologe und Sprachforscher
- Gosekuhl, Rudolf (1898–1951), deutscher Porträt-, Landschafts- und Stilllebenmaler der Düsseldorfer Schule
- Gösele, Karl (1912–2004), deutscher Bauphysiker
- Gösele, Ulrich (1949–2009), deutscher Physiker
- Gosen, Justquinus von († 1636), deutscher Kommunalpolitiker, Ratsherr von Stralsund
- Gosen, Markus von (1913–2004), deutscher Grafiker, Zeichner und Maler
- Gosen, Theodor von (1873–1943), deutscher Bildhauer und Medailleur
- Gosens, Robin (* 1994), deutsch-niederländischer Fußballspieler
- Gosepath, Christoph (* 1961), deutscher Theaterregisseur, Psychiater und Psychotherapeut
- Gosepath, Stefan (* 1959), deutscher Philosoph und Hochschullehrer
- Göser, Johannes (1828–1893), deutscher Geistlicher und Politiker (Zentrum), MdR
- Göser, Karl Friedrich (1803–1858), deutscher Maler
- Göser, Simon (1735–1816), deutscher Maler
- Gosetti di Sturmeck, Francesco (1948–2022), italienischer Diplomat und Delegationsleiter der Europäischen Union
- Gosewinkel, Dieter (* 1956), deutscher Neuzeithistoriker
- Gosewinkel, Silvia (* 1986), deutsche Politikerin (SPD), MdL
- Gosewitz, Ludwig (1936–2007), deutscher Künstler

### Gosh
- Gosh, Efrat (* 1983), israelische Pop-Musikerin und Schauspielerin
- Gosha, Hideo (1929–1992), japanischer Drehbuchautor und Regisseur
- Goshawk, Evelyn (1916–1994), kanadische Weitspringerin
- Goshen-Gottstein, Moshe (1925–1991), israelischer Linguist, Professor für Semitische Linguistik und Biblische Philologie
- Gōshi, Hirokazu (* 1966), japanischer Fußballspieler
- Goshima, Rino (* 1997), japanische Langstreckenläuferin
- Gosho, Heinosuke (1902–1981), japanischer Filmregisseur
- Goshono, Arisa (* 1990), japanische Biathletin

### Gosi
- Gösich, Valentin († 1650), Bürgermeister von Görlitz in den Jahren 1642 und 1645
- Gosiewska, Beata (* 1971), polnische Politikerin
- Gosiewska, Małgorzata (* 1966), polnische Politikerin
- Gosiewski, Jerzy (* 1952), polnischer Politiker, Mitglied des Sejm
- Gosiewski, Przemysław (1964–2010), polnischer Politiker, Mitglied des Sejm
- Gosio, Bartolomeo (1863–1944), italienischer Arzt und Mikrobiologe

### Gosk
- Goskind, Saul (1907–2003), polnisch-israelischer Filmproduzent
- Gosky, Martin († 1656), deutscher Mediziner und Dichter

### Gosl
- Goslar, Emma (1848–1923), westfälische Heimatschriftstellerin
- Goslar, Hans (1889–1945), Nationalökonom und preußischer Pressechef der Weimarer RepublikHans Goslar (1889–1945)

Hans Goslar (1889–1945)

- Goslar, Julio (1883–1976), deutscher Kirchenmusiker
- Goslar, Jürgen (1927–2021), deutscher Schauspieler, Regisseur, Rezitator
- Goslar, Lotte (1907–1997), deutsch-US-amerikanische Tänzerin
- Gosławski, Józef (1865–1904), polnischer Architekt
- Gosławski, Józef (1908–1963), polnischer Bildhauer und Medailleur
- Goslich, Carl (1852–1936), deutscher Chemiker und Unternehmensleiter
- Goslich, Marie (1859–1938), deutsche Journalistin, Fotografin, Schriftstellerin, Erzieherin und Malerin
- Goslich, Siegfried (1911–1990), deutscher Dirigent und Musikredakteur
- Goslicki, Peter (* 1936), deutscher Dramaturg und Hörspielautor
- Goslicki, Sonja, deutsche Filmproduzentin
- Goślicki, Wawrzyniec Grzymała (1530–1607), polnischer Bischof
- Goslin, Goose (1900–1971), US-amerikanischer Baseballspieler
- Gosling, Carl (1798–1876), deutscher Kaufmann, Spirituosenfabrikant und Senator
- Gosling, Dan (* 1990), englischer Fußballspieler
- Gösling, Friedrich (1837–1899), deutscher Architekt und Unternehmer
- Gosling, Harry (1861–1930), britischer Politiker, Mitglied des House of Commons
- Gosling, Jake (* 1993), gibraltarischer Fußballspieler
- Gosling, James (* 1955), kanadischer Softwareentwickler und Mitentwickler von JavaJames Gosling (* 1955)

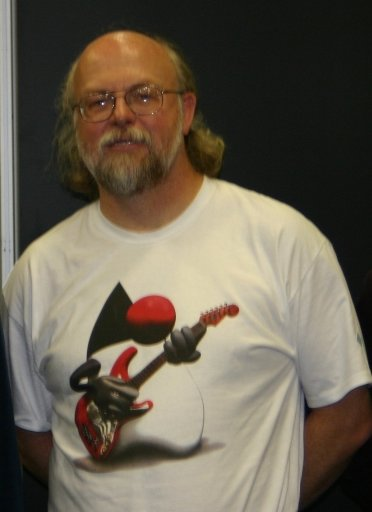
James Gosling (* 1955)

- Gosling, Justin Cyril Bertrand (* 1930), britischer Philosophiehistoriker
- Gosling, Karl (1868–1921), deutscher Verwaltungsbeamter
- Gosling, Paula (* 1939), US-amerikanisch-britische Schriftstellerin
- Gosling, Raymond (1926–2015), britischer Physiker
- Gosling, Ryan (* 1980), kanadischer Schauspieler und SängerRyan Gosling (* 1980)

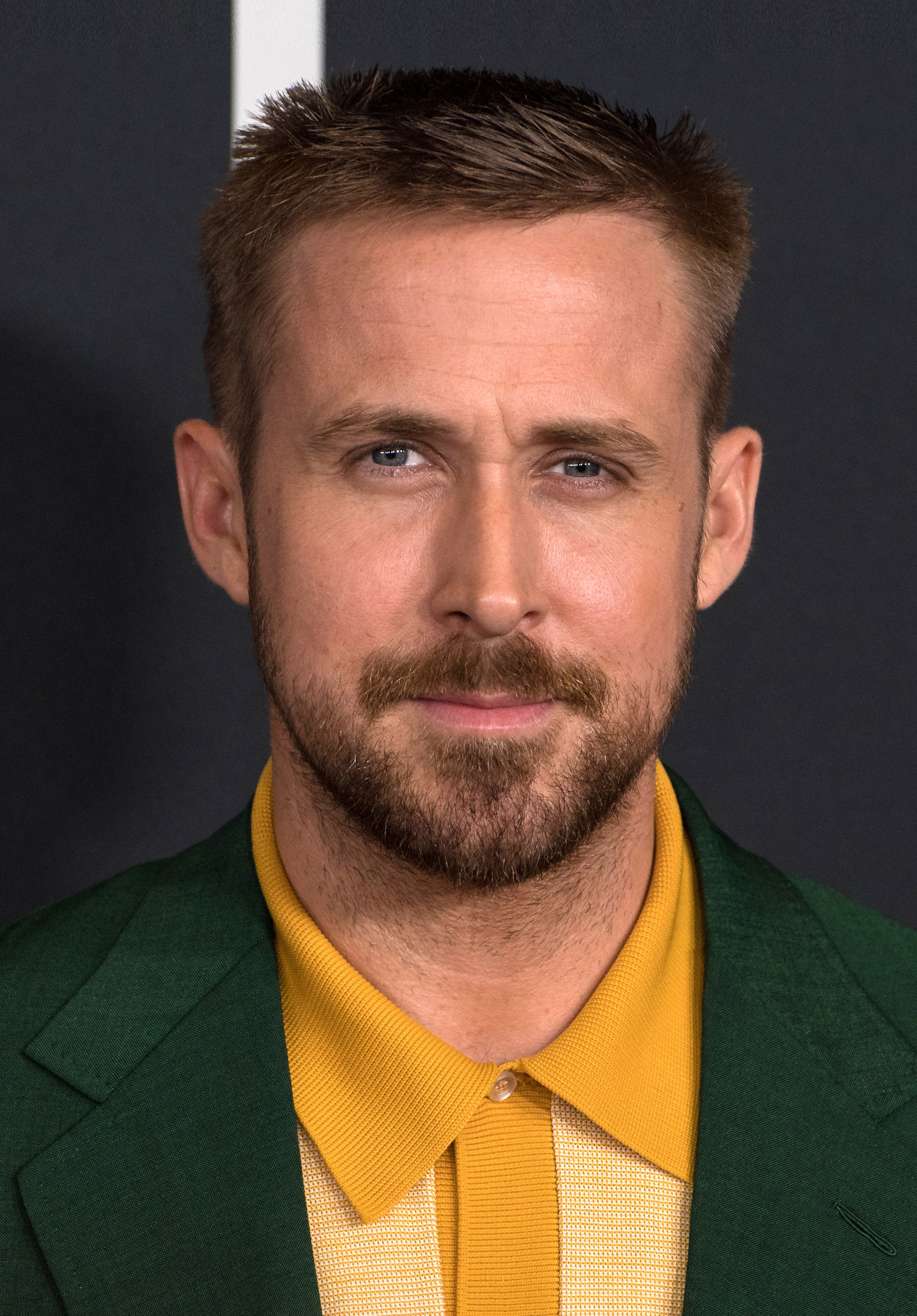
Ryan Gosling (* 1980)

- Goslinga, Sicco van (1664–1731), friesländischer Aristokrat, Diplomat und Politiker
- Goslings, Johan (1903–1975), niederländischer Mediziner
- Goslings, Willem Roelof Oege (1907–1985), niederländischer Mediziner

### Gosm
- Gosman, George M. (1893–1981), US-amerikanischer Politiker
- Gosman, Lazar (1926–2019), sowjetisch-US-amerikanischer Violinist
- Gosman, Leonid Jakowlewitsch (* 1950), russischer Oppositionspolitiker und Co-Vorsitzender der Partei Rechte Sache
- Gösmann, Hermann (1904–1979), deutscher Fußballfunktionär, Präsident des Deutschen Fußball-Bundes
- Gösmann, Sven (* 1966), deutscher Journalist

### Gosn
- Gosnell, Raja (* 1958), US-amerikanischer Filmeditor und Filmregisseur
- Gošnjak, Ivan (1909–1980), jugoslawischer Politiker und General
- Gosnold, Bartholomew (1572–1607), englischer Rechtsanwalt, Unternehmer und Entdeckungsreisender

### Goso
- Gosov, Marran (1933–2021), bulgarisch-deutscher Filmregisseur, Filmproduzent und Autor

### Gosp
- Gospatric, Earl of Northumbria, Earl of Northumbria
- Gosper, Bill (* 1943), US-amerikanischer Mathematiker und Programmierer
- Gosper, John (1842–1913), US-amerikanischer Politiker und Geschäftsmann
- Gosper, Kevan (1933–2024), australischer Sprinter und IOC-Mitglied
- Gospić, Jasna (* 1961), bosnische Sängerin
- Gospodarek, Uwe (* 1973), deutscher Fußballtorhüter und Fußballtrainer
- Gospodinow, Georgi (* 1968), bulgarischer SchriftstellerGeorgi Gospodinow (* 1968)

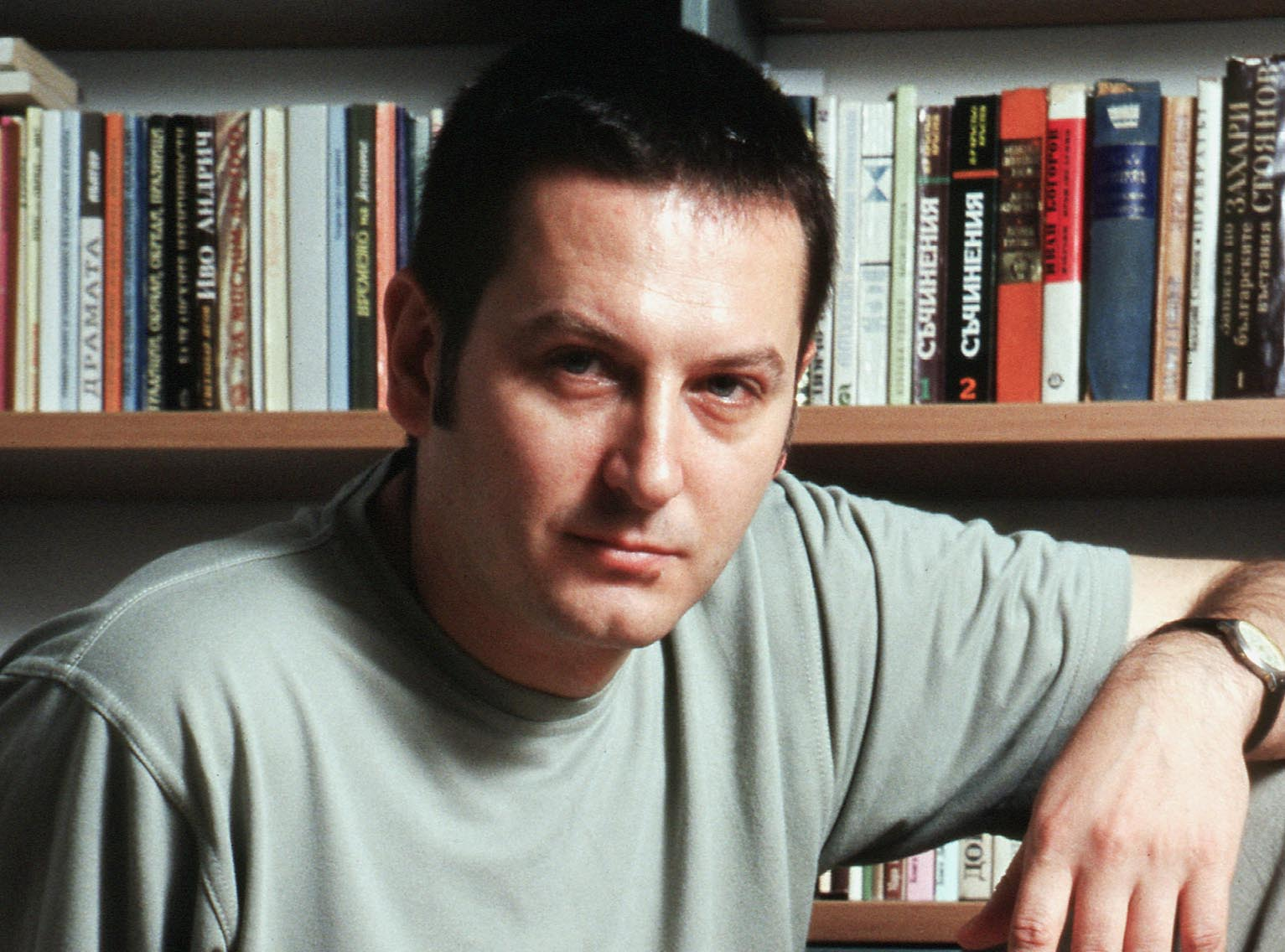
Georgi Gospodinow (* 1968)

- Gospos, Alois (* 1856), deutscher Politiker (Zentrum), MdL

### Goss
- Goß, Anton (* 1899), deutscher Funktionär (NSDAP)
- Goss, Belinda (* 1984), australische Radrennfahrerin
- Goss, Chester (1916–2004), US-amerikanischer Badmintonspieler
- Goss, Chris (* 1959), US-amerikanischer Musiker und Produzent
- Goss, David (1952–2017), US-amerikanischer Mathematiker
- Goss, Edward W. (1893–1972), US-amerikanischer Politiker
- Goss, Eleanor (1895–1982), US-amerikanische Tennisspielerin
- Goss, Harold I. (1882–1962), US-amerikanischer Anwalt und Politiker
- Goß, Heinrich (1878–1964), deutscher Verwaltungsbeamter, Bürgermeister von Hürth
- Goß, Irene (1928–2015), deutsche Sängerin und Politikerin (SPD)
- Goss, Jacques-Elysée (1839–1921), Schweizer Architekt
- Goss, James H. (1820–1886), US-amerikanischer Politiker
- Goss, Jared (* 1966), US-amerikanischer Kunsthistoriker, Kurator und Autor
- Goss, Jean (1912–1991), französischer Vertreter der Gewaltfreiheit
- Goss, Joe (1838–1885), englischer Boxer in der Bare-knuckle-Ära
- Goss, John (1800–1880), englischer Komponist (Kirchenmusik)
- Goss, John (* 1943), australischer Autorennfahrer
- Goss, Kai-Uwe (* 1964), deutscher Umweltchemiker und Geoökologe
- Goss, Kennedy (* 1996), kanadische Schwimmerin
- Goss, Kimberly (* 1978), US-amerikanische Sängerin und Keyboarderin
- Goss, Luke (* 1968), englischer Schauspieler und PopsängerLuke Goss (* 1968)

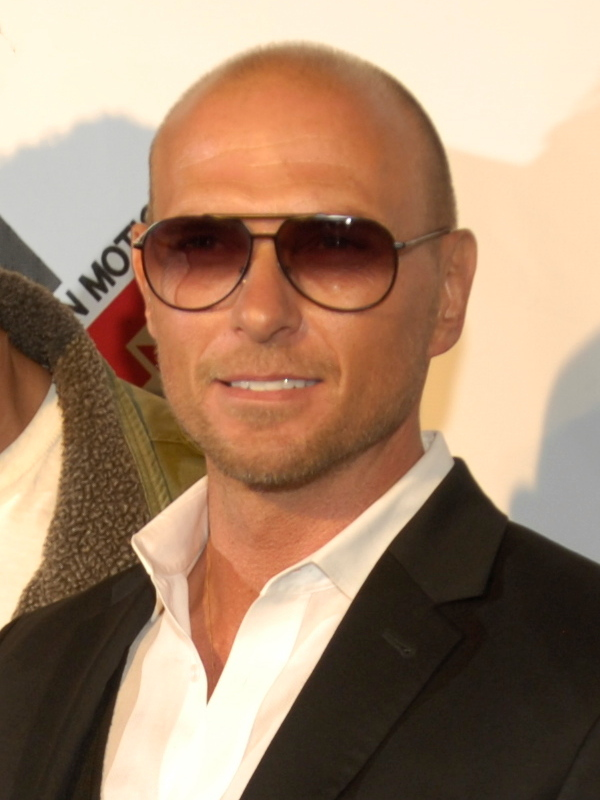
Luke Goss (* 1968)

- Göß, Martin (1936–2018), deutscher Posaunist und Musikprofessor
- Goss, Matt (* 1968), englischer Sänger
- Goss, Matthew (* 1986), australischer Radrennfahrer
- Goss, Pearl, indische Badmintonspielerin
- Goss, Porter (* 1938), US-amerikanischer Politiker
- Goss, Robert (* 1948), US-amerikanischer Hochschullehrer, Autor und Theologe
- Goss, Sandy (* 1966), kanadischer Schwimmer
- Goss, Sean (* 1995), englischer Fußballspieler
- Goss, Theodora (* 1968), amerikanische Schriftstellerin
- Goss, Tim (* 1963), britischer Ingenieur und Rennwagen-Konstrukteur in der Formel 1
- Goss, Walter (1928–2012), US-amerikanischer Tonmeister
- Goss, Wentworth (1904–1971), US-amerikanischer Brigadegeneral (US Air Force)
- Goss-Custard, Reginald (1877–1956), englischer Organist und Komponist
- Goss-Mayr, Hildegard (* 1930), österreichische Friedensaktivistin und Schriftstellerin
- Gossaert, Jan († 1532), flämischer Maler
- Gossage, Gene (1935–2011), US-amerikanischer American-Football-Spieler
- Gossage, Howard Luck (1917–1969), US-amerikanischer Werbetexter und Art Director
- Gossage, Lucy (* 1979), britische Triathletin
- Gossard, Arthur (1935–2022), US-amerikanischer Festkörperphysiker
- Gossard, Stone (* 1966), US-amerikanischer GitarristStone Gossard (* 1966)

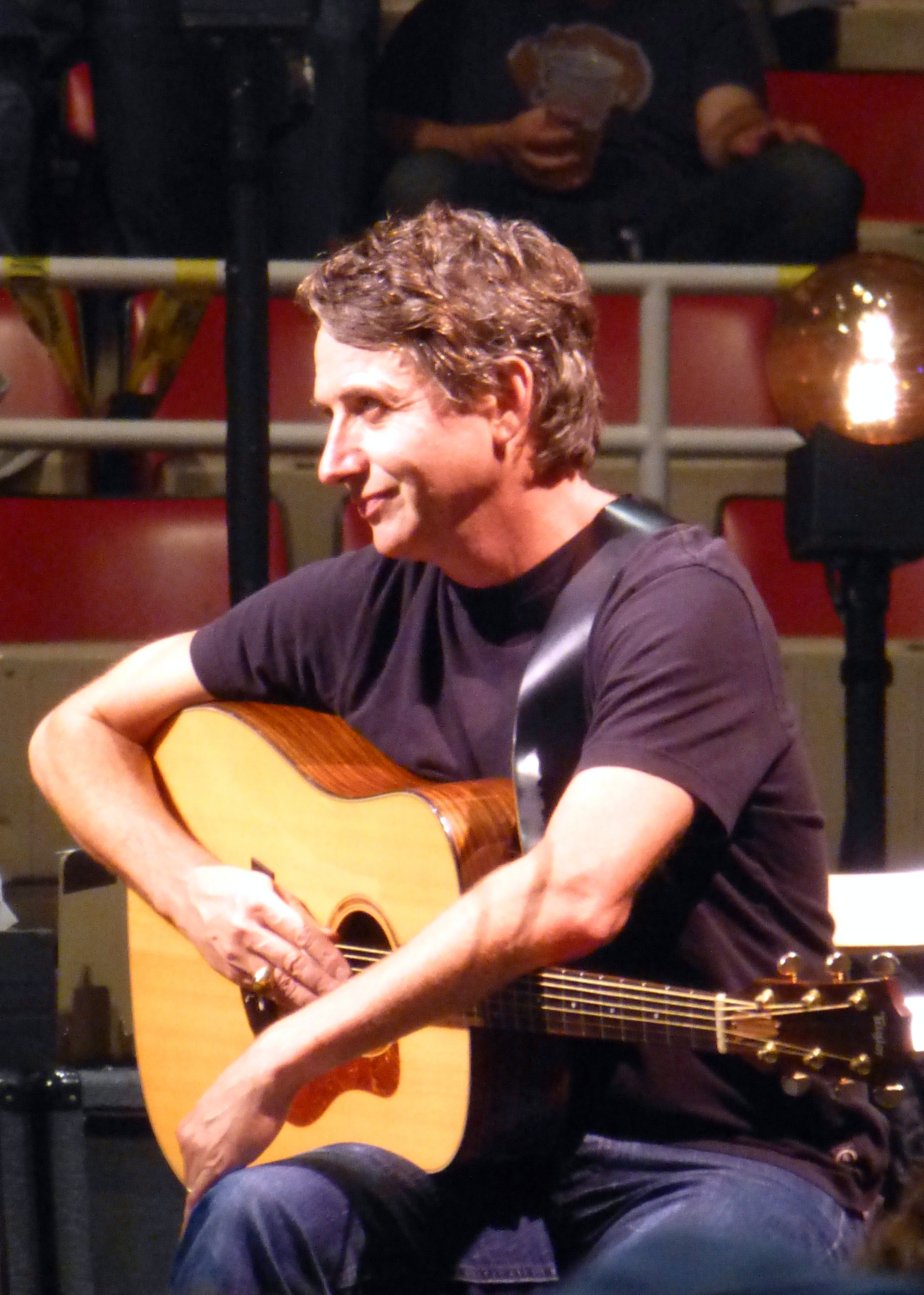
Stone Gossard (* 1966)

- Gossart, Jean-René (* 1945), französischer Schauspieler
- Gossauer, Albert (* 1936), Schweizer Chemiker
- Gossé, Christine (* 1964), französische Ruderin
- Gosse, Edmund (1849–1928), britischer Literaturhistoriker, Schriftsteller und Kritiker
- Gosse, Henri-Albert (1753–1816), Schweizer Naturwissenschaftler und Apotheker
- Gossé, Linn (* 1986), norwegische Handballspielerin
- Gosse, Maria Margarete (* 1962), deutsche Juristin und Diplomatin
- Gosse, Marie Therese (1876–1961), deutsche Pädagogin
- Gosse, Nellie (1850–1929), britische Malerin
- Gosse, Nicolas (1787–1878), französischer Historienmaler
- Gosse, Peter (* 1938), deutscher Lyriker, Prosaautor und Essayist
- Gosse, Philip Henry (1810–1888), englischer Naturforscher
- Gosse, Sylvia (1881–1968), britische Malerin und Grafikerin des Post-Impressionismus
- Gosse, William (1842–1881), britisch-australischer Naturforscher und Entdecker
- Gossec, François-Joseph (1734–1829), klassischer Komponist und MusikerFrançois-Joseph Gossec (1734–1829)

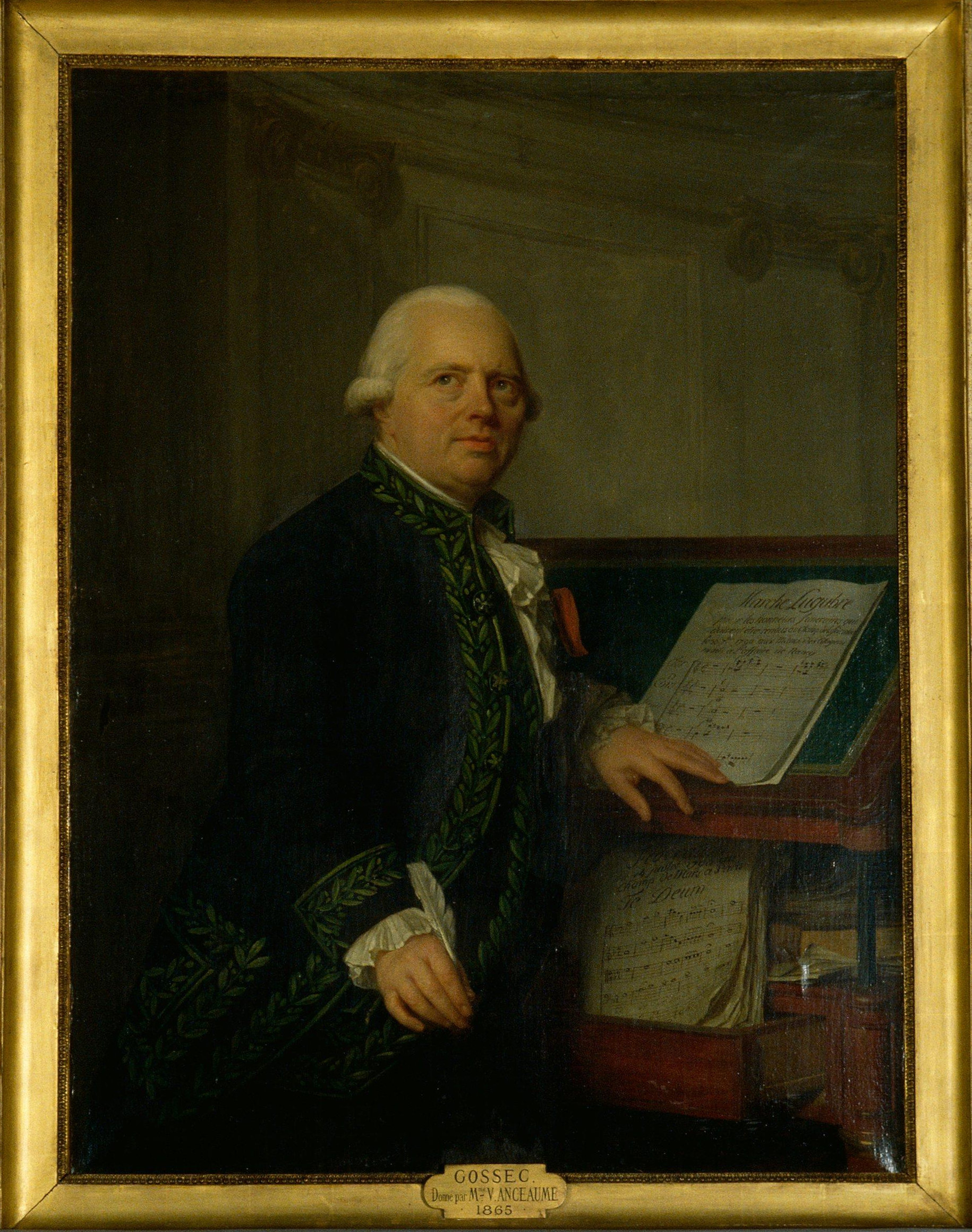
François-Joseph Gossec (1734–1829)

- Gössel, Adrian R. (* 1994), deutscher Schauspieler
- Gössel, Annemarie, deutsche Rechtsanwältin und Richterin des Bayerischen Verfassungsgerichtshofs
- Gossel, Cord († 1532), deutscher Kleriker und Kanzler
- Gössel, Ernst Wilhelm Conrad (1761–1843), vogtländischer Kaufmann und Textilunternehmer
- Gossel, Josef (1852–1932), deutscher Rabbiner und Schriftsteller
- Gossel, Karl (1892–1966), deutscher Politiker (CDU), MdB
- Gössel, Karl Heinz (1932–2022), deutscher Rechtswissenschaftler
- Gossel, Paul (1881–1966), deutscher Kunsterzieher, Landschaftsmaler und Grafiker
- Gössel, Peter (* 1956), deutscher Kunsthistoriker
- Gosselaar, Mark-Paul (* 1974), US-amerikanischer SchauspielerMark-Paul Gosselaar (* 1974)

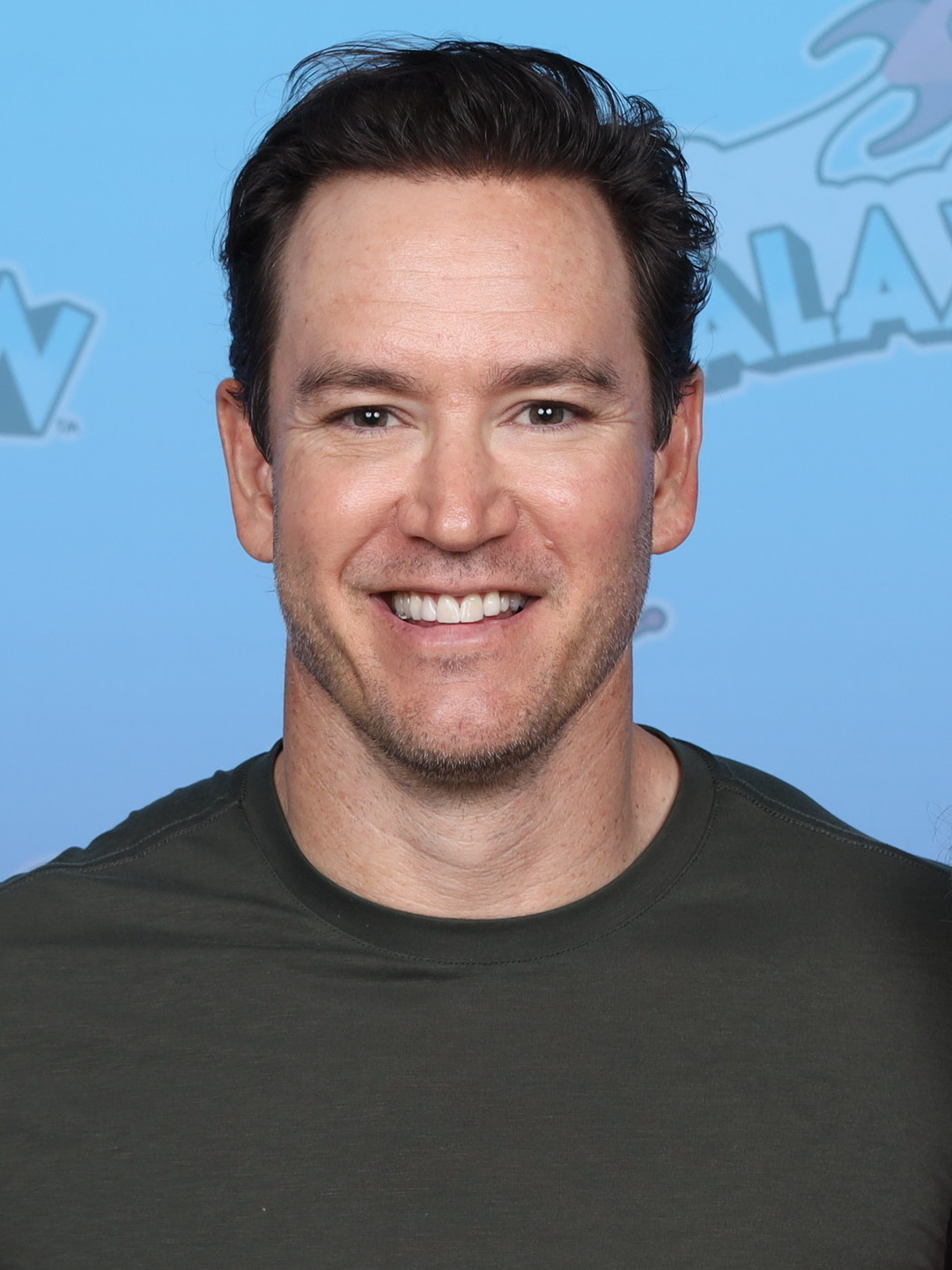
Mark-Paul Gosselaar (* 1974)

- Gosselck, Detlef (1940–2013), deutscher Kunstlehrer, Maler, Galerist, Autor und Kunstfälscher
- Gosselck, Johannes (1881–1948), deutscher Heimatforscher und niederdeutscher Schriftsteller
- Gössele, Karl Gideon (1902–1996), deutscher Schriftsteller
- Gosselet, Jules (1832–1916), französischer Geologe und Paläontologe
- Gosselin, Bertrand (* 1952), kanadischer Singer-Songwriter
- Gosselin, Claude-Yves (* 1961), französischer Autorennfahrer und Unternehmer
- Gosselin, David (* 1977), kanadischer Eishockeyspieler
- Gosselin, Emile (1921–1982), belgischer Bahnradsportler
- Gosselin, Gustave (1927–1986), belgischer Autorennfahrer
- Gosselin, Hervé (* 1956), französischer Geistlicher, römisch-katholischer Bischof von Angoulême
- Gosselin, Jacques (1897–1953), französischer Kolonialbeamter
- Gosselin, Pierre (* 1932), belgischer Radrennfahrer
- Gosselin, Richmond (* 1956), kanadischer Eishockeyspieler und -trainer
- Gossellin, Pascal-François-Joseph (1751–1830), französischer Altertumsforscher
- Gösseln, Hans von († 1982), deutscher Beamter, Sachbuch-Autor und Amtsleiter zur Verkehrsföderung
- Gossembrot, Georg († 1502), deutscher Kaufmann, Finanzberater des Königs Maximilian I.
- Gossembrot, Sigismund der Ältere (1417–1493), Augsburger Humanist, Kaufmann und Bürgermeister der Stadt
- Gossen, Carl Theodor (1915–1983), Schweizer Romanist und Sprachwissenschaftler
- Gossen, Franz Heinrich (1776–1835), preußischer Verwaltungsbeamter und vertretungsweise Regierungspräsident des Regierungsbezirks Köln (1832–1834)
- Gossen, Hans (1884–1946), deutscher Klassischer Philologe und Gymnasiallehrer
- Gossen, Hermann Heinrich (1810–1858), preußischer Nationalökonom
- Gossen, Paul (1872–1942), deutscher Unternehmer
- Goßens, Peter (* 1966), deutscher Komparatist und Literaturwissenschaftler
- Gösser, Wilhelm (1881–1966), österreichischer Bildhauer
- Gösseringer, Rudolf (* 1946), österreichischer Filmeditor
- Gosset, Antonin (1872–1944), französischer Chirurg
- Gosset, Jérôme (* 1979), belgischer Tänzer und Choreograph
- Gosset, Philipp (1838–1911), britisch-schweizerischer Ingenieur, Alpinist, Glaziologe und Landschaftsgärtner
- Gosset, Thorold (1869–1962), britischer Mathematiker und Jurist
- Gosset, William Sealy (1876–1937), englischer Statistiker
- Gossett, Charles (1888–1974), US-amerikanischer Politiker
- Gossett, Ed (1902–1990), US-amerikanischer Politiker
- Gossett, Louis Jr. (1936–2024), US-amerikanischer SchauspielerLouis Gossett Jr. (1936–2024)

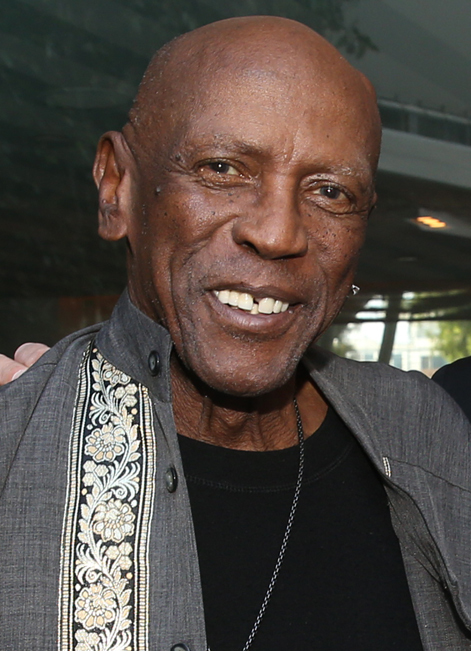
Louis Gossett Jr. (1936–2024)

- Gossett, Philip (1941–2017), US-amerikanischer Musikwissenschaftler und Professor an der University of Chicago
- Gossett, Robert (* 1954), US-amerikanischer Schauspieler
- Gossez, Pierre (1928–2001), französischer Jazz-, Unterhaltungs- und Studiomusiker (Saxophon, Klarinette)
- Gossger, Stephanie (* 1975), deutsche Film- und Theaterschauspielerin
- Gossi, Alois (1927–1997), österreichischer Bundesabeamer und Politiker (SPÖ), Landtagsabgeordneter, Abgeordneter zum Nationalrat
- Gössi, Petra (* 1976), Schweizer Politikerin (FDP)
- Gossick, Susan (* 1947), US-amerikanische Wasserspringerin
- Gossing, Helene (1886–1944), deutsche Hausfrau und ein Opfer der NS-Kriegsjustiz
- Gossing, Hellmut (1905–1974), deutscher Politiker (GB/BHE, CDU), MdL
- Gossing, Miriam (* 1988), deutsche Filmproduzentin, Regisseurin und Drehbuchautorin
- Gössinger, Anton (1905–1994), österreichischer Oberstudienrat und Heimatschriftsteller
- Gössinger, Antonia (* 1958), österreichische Journalistin
- Gossip, George H. D. (1841–1907), englischer Schachspieler und Schachautor
- Gößl, Alfred (1887–1935), deutscher Politiker (NSDAP)
- Gössl, Herwig (* 1967), deutscher Geistlicher, römisch-katholischer Erzbischof von BambergHerwig Gössl (* 1967)

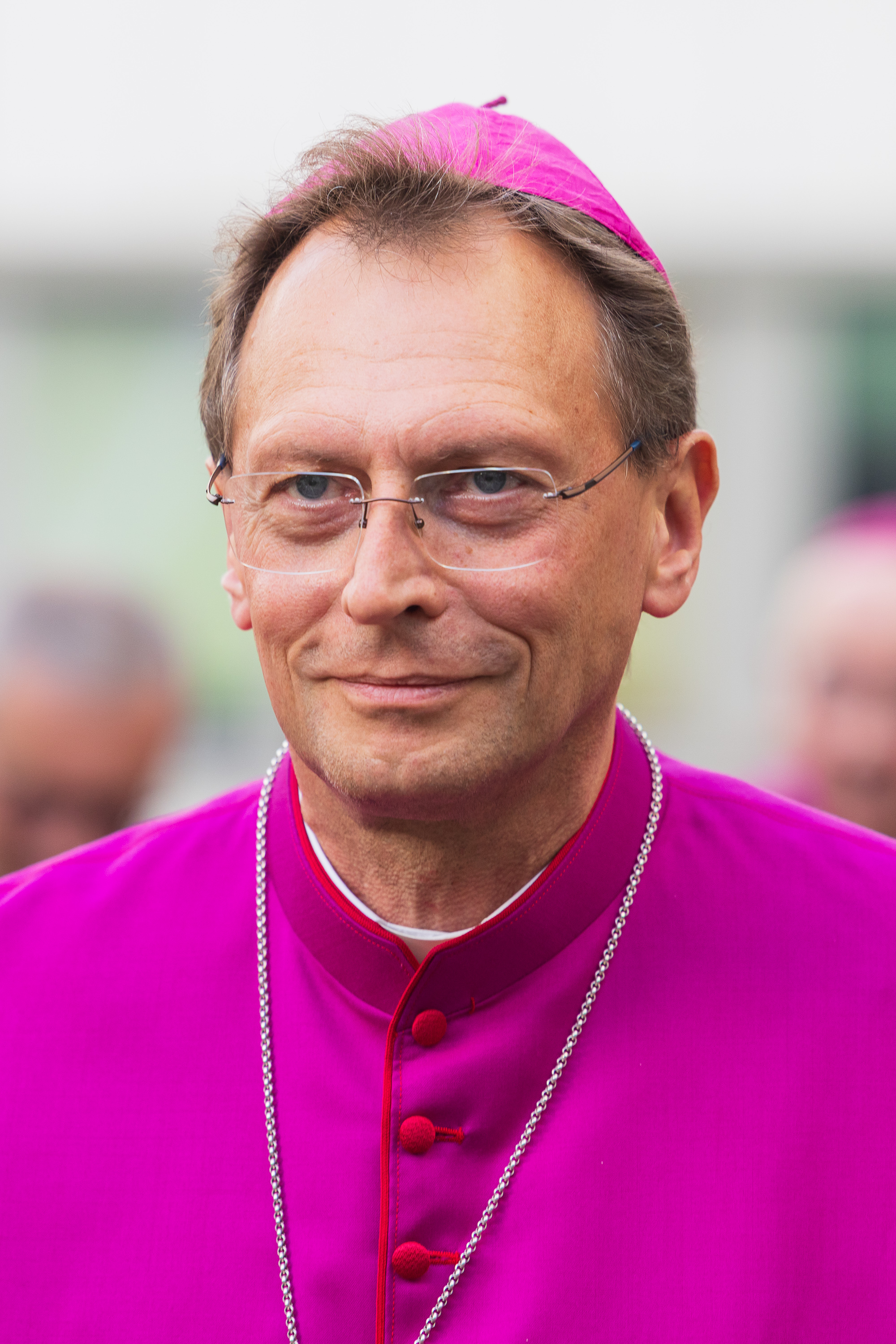
Herwig Gössl (* 1967)

- Gössl, Susanne Lilian (* 1984), deutsche Rechtswissenschaftlerin
- Goßlar, Erwin (* 1926), deutscher Fußballspieler
- Goßlau, Friedemann (1929–2018), evangelischer Pfarrer in Quedlinburg
- Gosslau, Fritz (1898–1965), deutscher Ingenieur
- Goßler, Albert von (1807–1869), Verwaltungsjurist, Wirklicher Geheimer Rat und Staatsminister
- Goßler, Alfred von (1867–1946), deutscher Verwaltungsjurist, MdR
- Goßler, Carl (1885–1914), deutscher Ruderer
- Goßler, Clara von (1827–1864), deutsche Pianistin und Komponistin
- Goßler, Conrad Christian (1769–1842), Königlicher Geheimer Oberjustizrat
- Gossler, Ernst (1806–1889), deutscher Jurist
- Gossler, Ernst (1838–1893), Hamburger Bankier und Abgeordneter
- Goßler, Eugen von (1823–1892), Rittergutsbesitzer, Landrat, Abgeordneter und Geheimer Regierungsrat
- Goßler, Friedrich Franz Theodor (1800–1856), deutscher katholischer Geistlicher und Schriftsteller
- Goßler, Fritz (1870–1937), deutscher Politiker (SPD/USPD), MdL Bayern
- Goßler, Gustav (1879–1940), deutscher Ruderer
- Goßler, Gustav von (1838–1902), preußischer Staatsminister und Politiker, MdRGustav von Goßler (1838–1902)

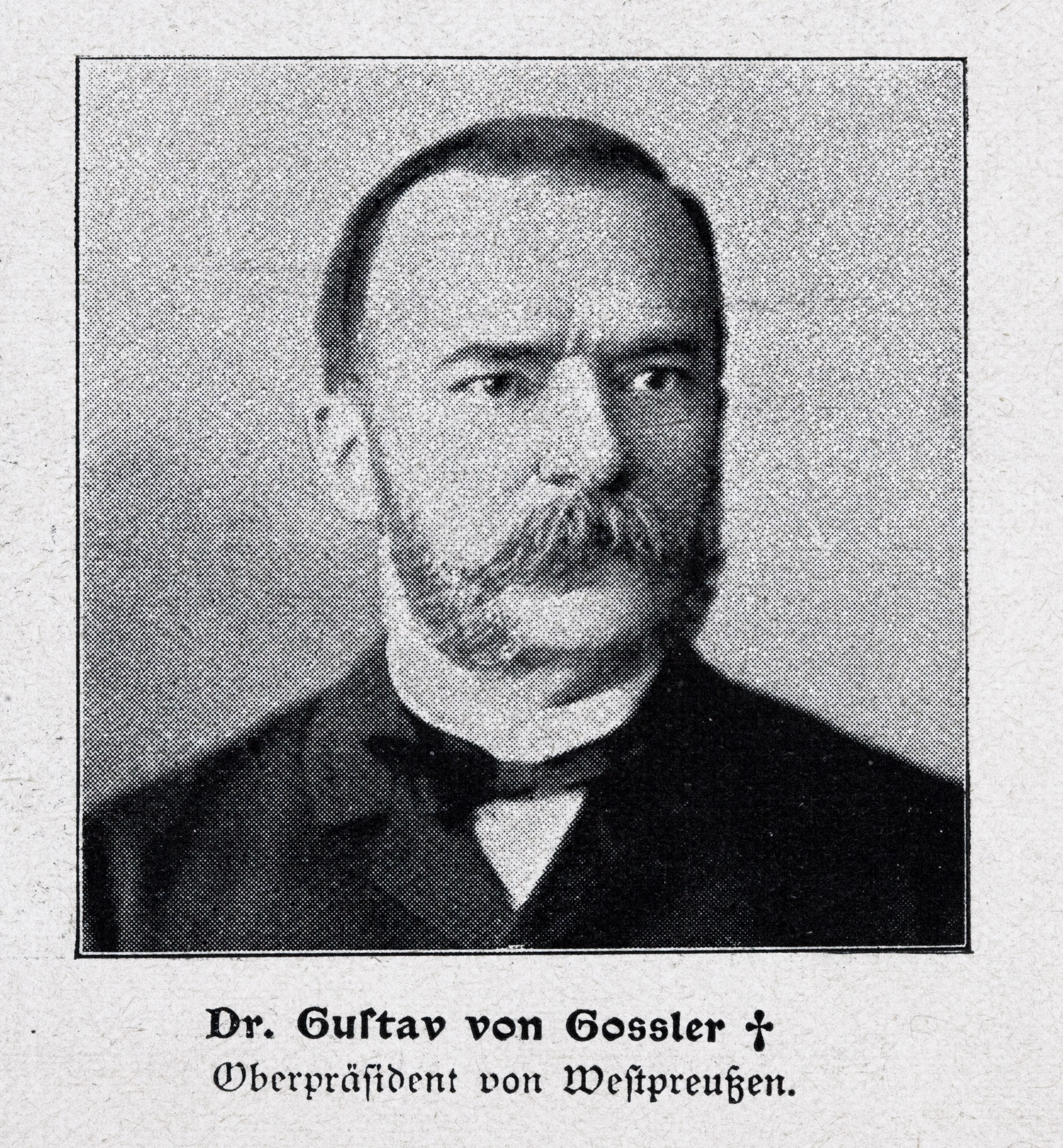
Gustav von Goßler (1838–1902)

- Gossler, Heinrich (1805–1879), deutscher Kaufmann und Bankier
- Goßler, Heinrich von (1841–1927), preußischer General der Infanterie und Kriegsminister
- Goßler, Hermann (1802–1877), deutscher Anwalt, Hamburger Senator und Bürgermeister
- Gossler, Johann Heinrich (1775–1842), deutscher Bankier, Senator, Mitglied des Senats der Freien und Hansestadt Hamburg
- Gossler, Johann Hinrich (1738–1790), deutscher Kaufmann und Bankier
- Gossler, John Henry (1849–1914), deutscher Kaufmann
- Goßler, Karl (1836–1900), deutscher Politiker, sozialdemokratischer Landtagsabgeordneter
- Goßler, Karl Gustav von (1810–1885), deutscher Jurist, Kanzler des Königreichs Preußen und Oberlandesgerichtspräsident
- Goßler, Konrad Ernst von (1848–1933), preußischer General der Infanterie
- Goßler, Konrad von (1841–1900), deutscher Jurist, Rittergutsbesitzer und Landrat
- Goßler, Konrad von (1881–1939), deutscher General
- Goßler, Martin von (1843–1898), preußischer Generalleutnant
- Goßler, Oscar (1875–1953), deutscher Ruderer
- Gossler, Stefan (* 1955), deutscher Synchronsprecher und Schauspieler
- Gössler, Wilfried (* 1940), deutscher Schauspieler bei Bühne und Fernsehen
- Gossler, Wilhelm (1811–1895), deutscher Kaufmann und Politiker, MdHB
- Goßler, Wilhelm Christian (1756–1835), deutscher Beamter
- Goßler, Wilhelm von (1850–1928), preußischer Generalleutnant
- Goßler, Wilhelm von (1883–1945), deutscher Verwaltungsjurist, Landrat in der Westprignitz
- Gossling (* 1983), australische Singer-Songwriterin
- Gößling, Andreas (* 1958), deutscher Schriftsteller
- Gössling, Christhard (* 1957), deutscher Posaunist
- Gößling, Frederik (* 1977), deutscher FußballspielerFrederik Gößling (* 1977)

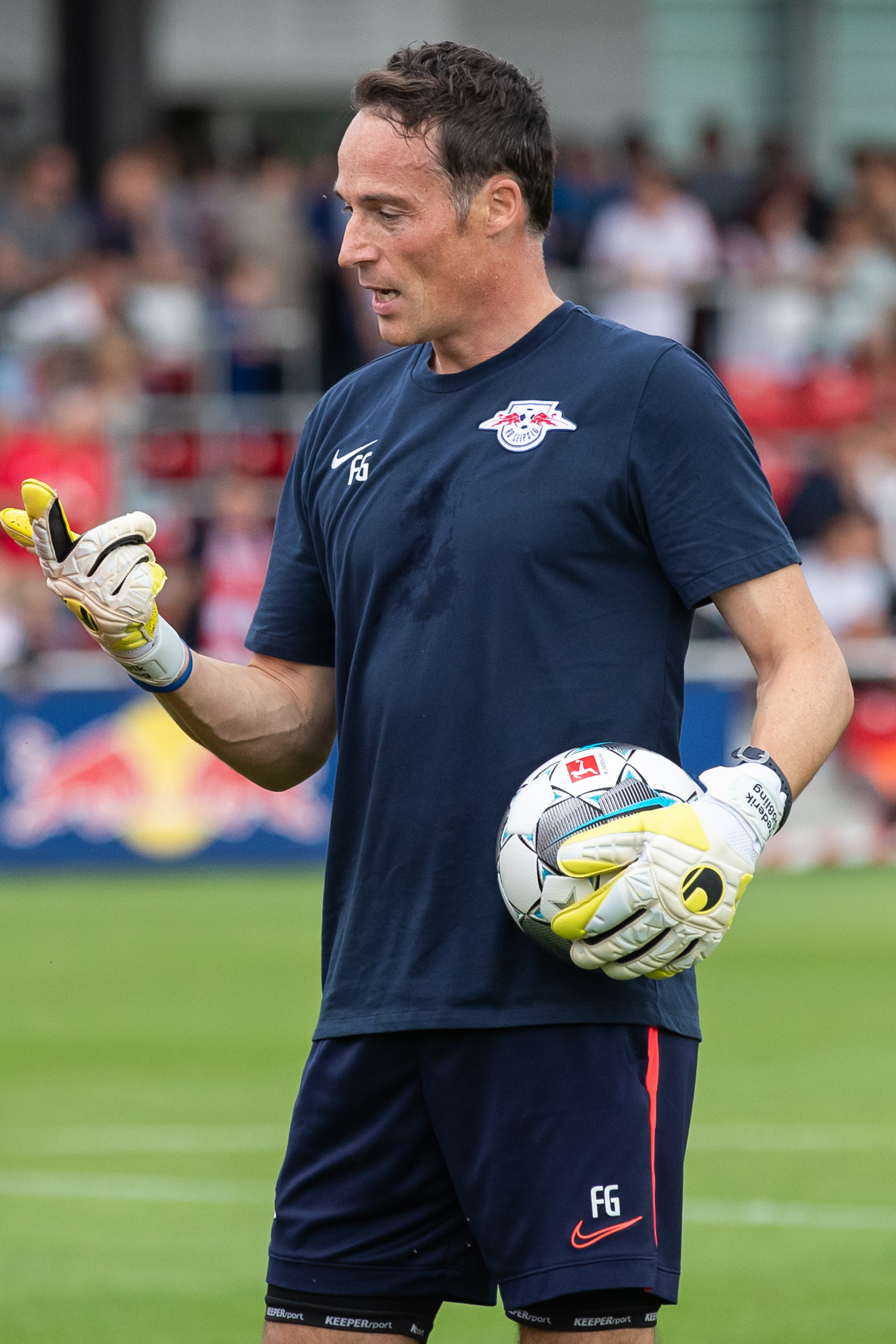
Frederik Gößling (* 1977)

- Gößling, Tobias (* 1970), deutscher Wirtschaftsingenieur und Hochschullehrer
- Gößling, Werner (1898–1992), deutscher Dirigent, Chorleiter, Komponist und Hochschullehrer
- Gößling, Werner (* 1946), deutscher Journalist
- Gossman, Francis Joseph (1930–2013), US-amerikanischer Geistlicher, römisch-katholischer Bischof von Raleigh
- Gossman, Lionel (1929–2021), schottisch-amerikanischer Romanist und Germanist
- Goßmann, Arno (* 1952), deutscher Kommunalpolitiker (SPD), Bürgermeister von Wiesbaden
- Gossmann, Carsten (1974–2024), deutscher Eishockeytorwart
- Gössmann, Elisabeth (1928–2019), deutsche katholische Theologin und Autorin
- Gössmann, Felix (1907–1968), deutscher römisch-katholischer Theologe
- Gößmann, Ferdinand (1840–1921), deutscher Richter und Abgeordneter des Zentrum
- Goßmann, Friederike (1838–1906), deutsch-österreichische Schauspielerin
- Goßmann, Gerhard (1912–1994), deutscher Graphiker und Illustrator
- Gössmann, Hilaria (* 1957), deutsche Japanologin
- Goßmann, Johann Bartholomäus (1811–1854), deutscher Lehrer und Autor
- Gossmann, Monika (* 1981), deutsche Schauspielerin und Tänzerin
- Gossmann, Rainer (1942–2025), deutscher Eishockeytorwart und -funktionär
- Gossmann, Tobias (* 1965), deutscher Dirigent
- Gössmann, Wilhelm (1926–2019), deutscher Literaturwissenschaftler
- Gossmann-Reetz, Inka (* 1969), deutsche Politikerin (SPD), MdL
- Gossner, Balthasar (1877–1937), deutscher Mineraloge und Kristallograph
- Gossner, Ernst (* 1967), österreichischer Regisseur, Drehbuchautor und Produzent
- Goßner, Eugen (1911–1992), deutscher Lungenfacharzt und Sportmediziner
- Goßner, Hans-Jürgen (* 1970), deutscher Politiker (AfD), MdL
- Goßner, Johannes Evangelista (1773–1858), Prediger des Evangeliums und Gründer christlicher Organisationen
- Gossner, Max (1894–1973), deutscher Luftwaffenoffizier
- Gössner, Roger (* 1964), deutscher Ringer
- Gössner, Rolf (* 1948), deutscher PublizistRolf Gössner (* 1948)

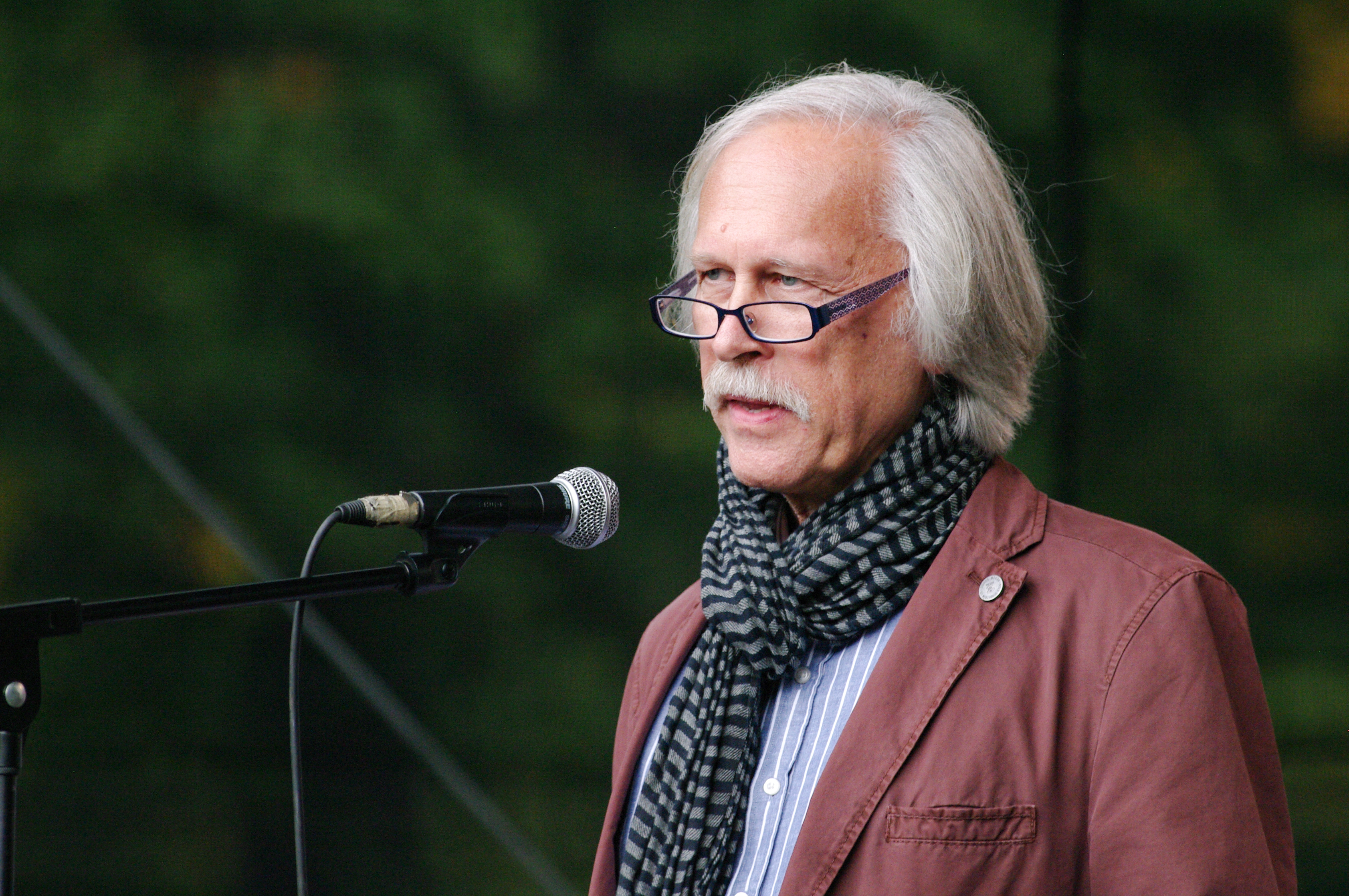
Rolf Gössner (* 1948)

- Gosso, Jean-Jacques (* 1983), ivorischer Fußballspieler
- Gossolt, Marcus (* 1969), Schweizer Künstler
- Gosson, Stephen (1554–1624), englischer Satiriker
- Gossow, Angela (* 1974), deutsche Death-Metal-SängerinAngela Gossow (* 1974)

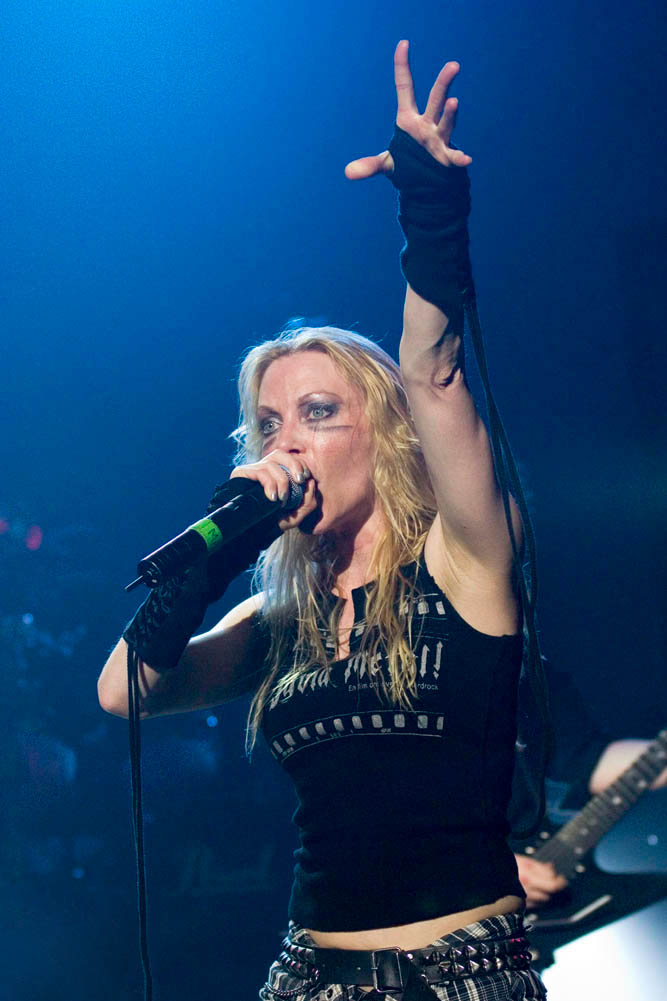
Angela Gossow (* 1974)

- Gossow, Karl (1904–1962), deutscher Typograf
- Gossuin, Élodie (* 1980), französisches Model
- Gößwald, Karl (1907–1996), deutscher Zoologe und Entomologe
- Gossweiler, Kurt (1917–2017), deutscher Historiker
- Gossweiler, Manuel (* 1983), Schweizer Eishockeyspieler
- Gossweiler, Marianne (* 1943), Schweizer Dressurreiterin
- Gossweiler, Susanna (1740–1793), erste Lehrerin und Leiterin der Zürcher Töchterschule
- Goßweyler, Wilhelm Philipp (1791–1848), badischer Finanzjurist und Politiker
- Gosswin, Antonius, franko-flämischer Komponist, Sänger und Kapellmeister der Renaissance
- Goßwin, Bechtold († 1482), deutscher Maler
- Gossy, Ewald (* 1959), österreichischer Politiker (SPÖ), Landtagsabgeordneter

### Gost
- Goštautas, Albertas († 1539), litauischer Adliger
- Gosteli, Marthe (1917–2017), Schweizer Frauenrechtlerin
- Gostew, Boris Iwanowitsch (1927–2015), sowjetischer Finanzminister (1985–1989)
- Gostick, Ron (1918–2005), kanadischer Politiker der extremen Rechten
- Gostiša, Rok (* 1993), slowenischer Pokerspieler
- Gostiša, Samo (* 1972), jugoslawischer und slowenischer Skispringer
- Gostisbehere, Shayne (* 1993), US-amerikanischer Eishockeyspieler
- Gostjuchin, Wladimir Wassiljewitsch (* 1946), russischer Film- und Theaterschauspieler sowie Regisseur
- Gostkowski, Stephen (* 1984), US-amerikanischer Footballspieler
- Göstl, Matthias (1868–1927), österreichischer Politiker (CSP), Landtagsabgeordneter
- Göstl, Robert (* 1969), deutscher Dirigent, Chorleiter und Hochschullehrer
- Göstl, Robert (* 1986), deutscher Chemiker und Hochschullehrer
- Gostner, Anton (1920–1962), italienischer Südtirolaktivist, Mitglied des Befreiungsausschusses Südtirol
- Gostner, Manuela (* 1984), italienische AutorennfahrerinManuela Gostner (* 1984)

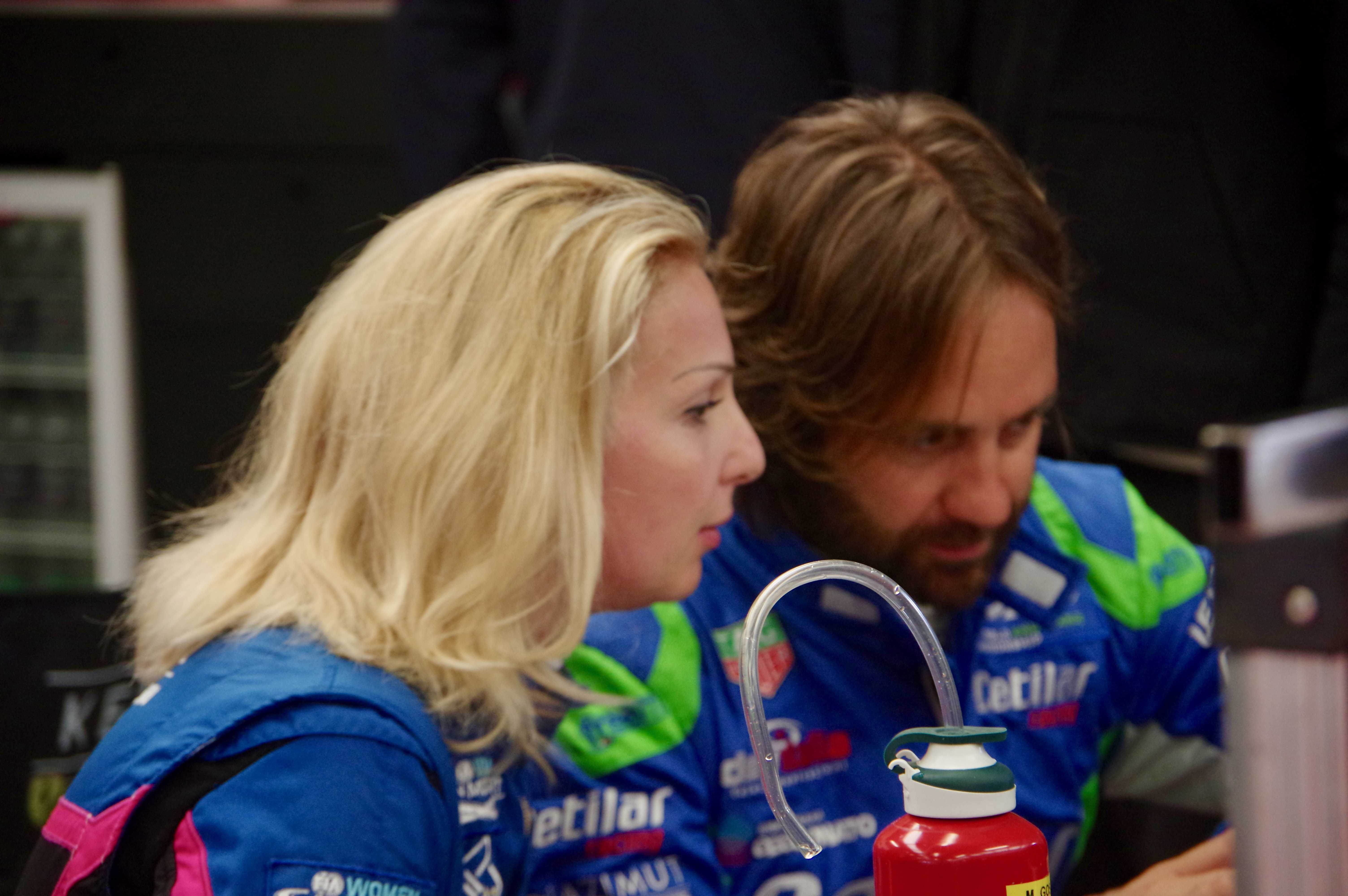
Manuela Gostner (* 1984)

- Gostner, Martin (* 1957), österreichischer Künstler
- Gostomski, Hans (1899–1936), deutscher Politiker (KPD, SADP), MdHB
- Gostomski, Maciej (* 1988), polnischer Fußballspieler
- Gostomski, Zbigniew (1932–2017), polnischer Maler, Schauspieler und Fotograf
- Gostomzyk, Johannes Georg (* 1936), deutscher Sozialmediziner und Publizist
- Gostomzyk, Tobias (* 1973), deutscher Rechtswissenschaftler und Hochschullehrer
- Gostrer, Evgenia (* 1981), deutsche Trickfilmkünstlerin
- Gostynski, Erich (* 1904), deutsch-britischer Mediziner
- Gostynski, Ilse (1909–1991), deutsche Widerstandskämpferin und Opfer der NS-Judenverfolgung

### Gosw
- Goswami, Amit (* 1936), amerikanisch-indischer PhysikerAmit Goswami (* 1936)

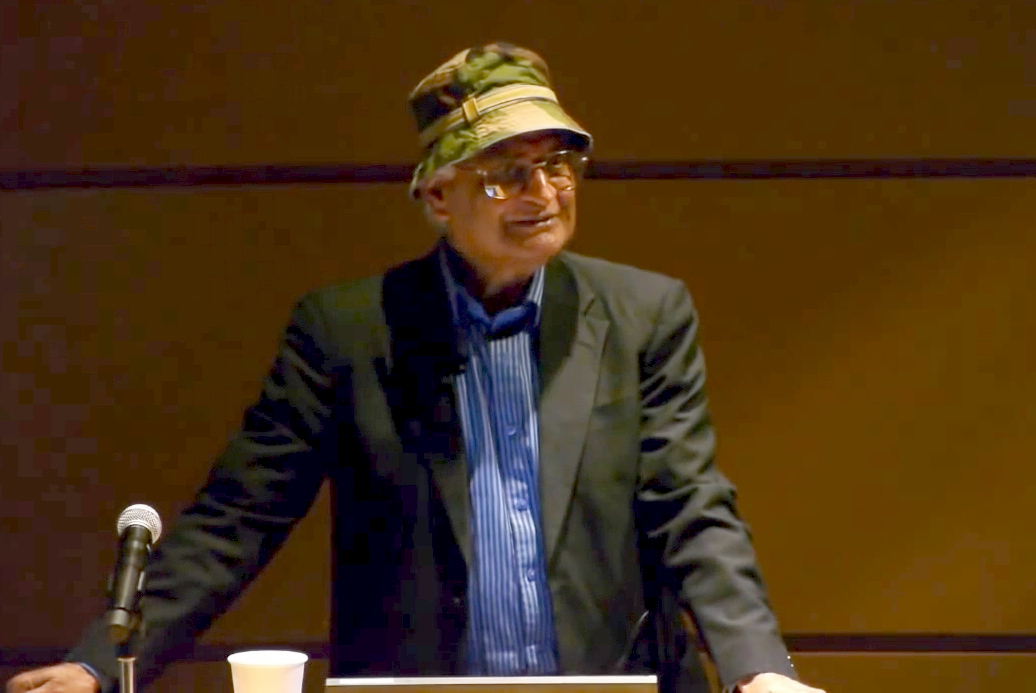
Amit Goswami (* 1936)

- Goswami, Jhulan (* 1982), indische Cricketspielerin
- Goswami, Sanatana (1488–1558), Hauptanhänger von Chaitanya Mahaprabhu
- Goswami, Satsvarupa das (* 1939), US-amerikanischer Kommentator und Übersetzer von Sanskritwerken sowie geistiger Meister der ISKCON
- Goswami, Usha (* 1960), britische Neurowissenschaftlerin
- Gösweiner, Friederike (* 1980), österreichische Wissenschaftlerin und Schriftstellerin
- Gösweiner, Reinhard (* 1972), österreichischer Biathlontrainer
- Gösweiner, Thomas (* 1995), österreichischer Fußballspieler
- Goswell, Rachel (* 1971), britische MusikerinRachel Goswell (* 1971)
- Goswin, polnischer Bischof

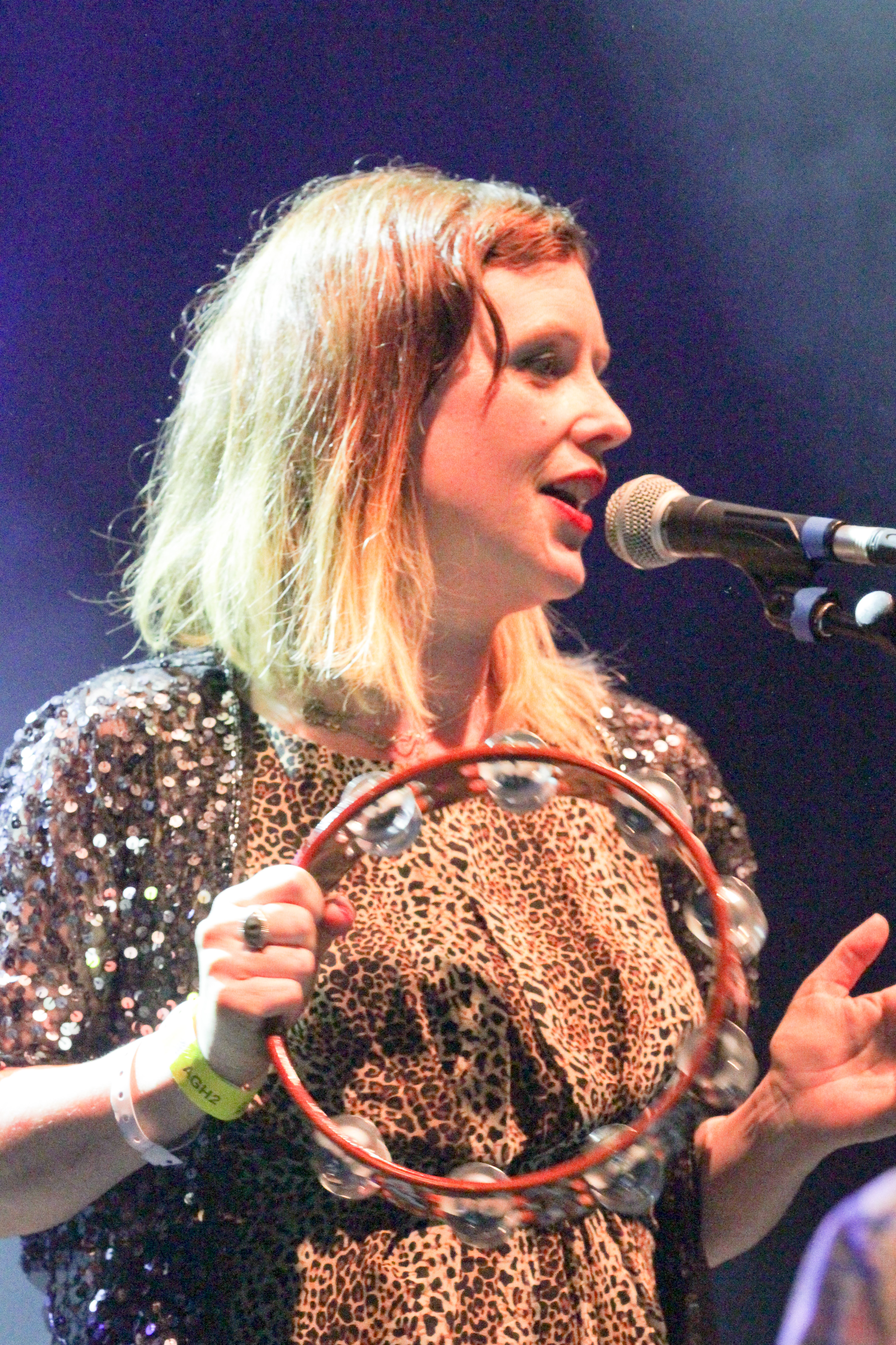
Rachel Goswell (* 1971)

- Goswin († 850), Bischof von Osnabrück
- Goswin Borentin, Dekan zu Bützow, Domherr zu Schwerin, Domherr in Lübeck
- Goswin von Anchin († 1166), französischer Abt
- Goswin von Eikel († 1454), Domherr in Münster
- Goswin von Graes († 1442), Domherr in Münster
- Goswin von Herike, Landmeister von Livland des Deutschen Ordens
- Goswin von Marienberg, Benediktinermönch und Historiker
- Goswin-Benfer, Florentine (1883–1968), deutsche westfälische Heimatschriftstellerin
- Goswintha († 589), westgotische Königin

### Gosz
- Goszczyński, Seweryn (1803–1876), polnischer Dichter
- Goszicki, Gottlieb Ernst Heinrich von (1783–1868), preußischer Generalmajor
- Gosztony, Peter (1931–1999), ungarisch-schweizerischer Historiker
- Gosztonyi, Alexander (1925–2011), ungarisch-schweizerischer Lebensberater, Rückführungstherapeut und Autor
- Gosztonyi, János (1926–2014), ungarischer Schauspieler, Regisseur und Dramatiker